# Клен Семенова
Клен Семенова (Acer tataricum subsp. semenovii) — вид Клену, широко поширений в Середній Азії (Тянь-Шань, Східний Паміро-Алай), Казахстані, Афганістані та Ірані. Був названий на честь російського мандрівника Семенова-Тян-Шанського, вперше знайдений у горах Середньої Азії.
За сучасними уявленнями назва Acer semenovii вважається синонімом дійсної назви Acer tataricum subsp. semenovii .
Клен Семенова росте по схилах і ущелинах гір, в річкових долинах, чагарниках і широколистяних лісах, на висотах від 700 до 2800 м-коду.

## Морфологія
Листопадне дерево висотою 5-6 м з шатровидною розлогою кроною.
Кора сіра, гладка або поздовжньо-зморшкувата з бурими або коричневими пагонами.
Листя щільне, трилопатеве, зверху тьмяне, сизо-зелене, з нижньої сторони світліше розміром 4,5 х 3,2 см. Листові пластинки яйцеподібні або трикутно-яйцеподібні, 2-5 см завдовжки і 1-3,5 см шириною. Квітки жовті, у густих, багатоквіткових суцвіттях до 6 см завдовжки й близько 5 мм у діаметрі.
Плоди – крилатки від 2,8 до 3,5 см завдовжки, на початку розвитку яскраво-червоні або яскраво-рожеві, зрілі – світло-жовті.
Перші 3 роки швидкість зростання середня. Починає цвісти з 18 років. Плодоносить з 22 років, плоди дозрівають у середині вересня.

### Відмінності від подібних видів
Зовнішньо і за морфологічними ознаками схожий на близькі йому клен Гіннала та клен татарський. Відрізняється від них меншими розмірами.

## Поширення
Поширений у Середній Азії (Тянь-Шань, Східний Паміро-Алай), Казахстані, Афганістані та Ірані. У Казахстані зростає у Джунгарському, Заілійському, Киргизькому, Кунгей та Терській Алатау, хр. Кетмень, Чу-Ілійські гори, Каратау, Західний Тянь-Шан.

## Розмноження
Розмножується живцями та насінням.

## Використання та застосування
Клен Семенова використовується в живоплотах, бордюрах та груповій посадці. Рекомендований для заліснення гірських схилів. Посухо-, морозостійкий.